# Wow! Wow! Wubbzy!
 (janvier 2012).
Si vous disposez d'ouvrages ou d'articles de référence ou si vous connaissez des sites web de qualité traitant du thème abordé ici, merci de compléter l'article en donnant les références utiles à sa vérifiabilité et en les liant à la section « Notes et références ».
Wow! Wow! Wubbzy! est une série télévisée d'animation américaine créée par Bob Boyle, et diffusée entre le 21 août 2006 et le 21 février 2010 sur Nick Jr. En France, la série est diffusée sur Cartoon Network et Piwi de 2008 à 2014. Au Québec, la série est diffusée à partir d'avril 2010 sur Yoopa.

## Synopsis
Wubbzy est un petit animal jaune dynamique, reconnaissable à sa longue queue. Il vit des aventures avec ses amis Walter, Woutie et Daizy (depuis la saison 2) Ils vivent tous dans la ville de Wuzzleburg, un lieu fictif avec de nombreuses créatures de toutes sortes, et toutes sortes d'événements s'y déroulent, notamment avec Wubbzy.

## Personnages

### Principaux
- Wubbzy est une créature enfantine et amicale ressemblant à une souris jaune. Il est petit, mignon et obsédé par sa longue queue en tire-bouchon, sur laquelle il peut rebondir comme un bâton sauteur.
- Woutie (Widget en VO) est une lapine rose. C'est une experte en mécanique et également une bâtisseuse et ingénieure qui a construit toutes sortes d'inventions.
- Walter (Walden en VO) est un ours mauve. C'est un mathématicien, un intellectuel et un scientifique. Son intellectualisme et son amour pour la science sont un fil conducteur de la série. Il vit dans une bibliothèque.
- Daizy est une chienne bleue qui est la voisine de Wubbzy. Comme son nom l'indique, elle adore les fleurs. Elle a fait sa première apparition dans la saison 2.

### Secondaires
- Buggy, Huggy et Earl sont trois amis qui traînent parfois avec Wubbzy. Buggy est turquoise, Huggy est bleu clair et Earl est orange.
- Kooky Kid est une créature de couleur orange qui apparaît lorsque quelque chose de bizarre se produit en déclarant qu'elle est "dingue" tout en remuant ses doigts.
- Shine, Shimmer et Sparkle sont des chanteurs pop connus sous le nom de Wubb Girlz. Toutes les trois sont de couleur bleu clair. Shine est blonde, Shimmer a les cheveux roses et Sparkle a les cheveux verts.

### Récurrents
- Le policier est un résident de couleur orange clair qui est un policier de Wuzzleburg.
- Le chef Fritz est un chef de couleur orange qui est un chef de Wuzzleburg.
- Madame Zabinga est une résidente de couleur jaune qui est la seule enseignante de l'école de ballet locale.
- Le maire Whoozle est le maire habillé de manière excentrique de Wuzzleburg.
- Le journaliste est un journaliste de Wuzzleburg.
- Miss Bookfinder est une bibliothécaire de la bibliothèque de Wuzzleburg.
- Moo Moo le magicien est un magicien de Wuzzleburg, qui aide Wubbzy à apprendre à faire des tours de magie.

La série a été adaptée en deux téléfilms, Wubbzy's Big Movie! datant de 2008 et Wow! Wow! Wubbzy!: Wubb Idol datant de 2009.

## Diffusion
Au Royaume-Uni, la série est diffusée du 5 mai 2007 au 9 décembre 2010 sur BBC puis rediffusée sur Nick Jr..
Aux États-Unis, la série est diffusée du 21 août 2006 au 21 février 2010 sur Nick Jr..
Au Canada, la série diffusée du 26 avril 2008 au 30 juin 2015 sur Playhouse Disney (Canada), Disney Junior (Canada) en 2011, devenu Family Jr. en 2015.
En France, la série diffusée du 10 avril 2007 au 9 mars 2010 sur Canal+ et de 31 mars 2008 au 8 août 2014 sur Piwi.

## Distribution

### Voix originales
- Grey DeLisle : Wubbzy
- Lara Jill Miller : Woutie
- Carlos Alazraqui : Walter
- Tara Strong : Daizy

### Voix françaises
- Nathalie Bleynie : Wubbzy
- Aurélien Ringelheim : Walter
- Brigitte Guedj : Woutie
- Bérangère Jean : Daizy
- Olivia Dutron : Caline
- Benjamin Pascal
- Elisabeth Fargeot
- Vivane Lucas
- Gilbert Lévy
- Hélène Bizot
- Nathalie Bienaimé
- Philippe Bellay
- Bernard Demory
- Olivier Korol
- Yann Pichon
- Isabelle Desplantes
- Version française
  - Société de doublage : Studio Chinkel
  - Direction artistique : Bernard Demory (dialogues), Claude Lombard (chansons)
  - Adaptation : Emilie Barbier, Aurélie Cutayar, Claude Lombard (chansons)

 Source et légende : version française (VF) sur RS Doublage